# Russell Moore
„Big Chief“ Russell Moore (* 13. August 1912 im Indianerreservat Komatke bei Sacaton, Arizona; † 15. Dezember 1983 in Nyack, New York) war ein US-amerikanischer Posaunist und Sänger des Hot Jazz.

## Leben und Wirken
Moore kam aus dem Stamm der Pima-Indianer. 1924 zog er nach Blue Island in Illinois und erhielt seinen ersten musikalischen Unterricht von einem Onkel. Er lernte Klavier, Schlagzeug, Trompete, Flügelhorn, wechselte dann aber zur Posaune. Weiteren Unterricht nahm er am Sherman Institute in Kalifornien und spielte dann Anfang der 1930er Jahre in Los Angeles zunächst mit mexikanischen Tanzorchestern. 1935 war er bei Lionel Hampton und 1936 in der Bigband von Eddie Barefield. Er arbeitete als Freelancer und ging 1939 nach New Orleans, wo er mit Papa Celestin, Kid Rena, Armand Piron, Paul Barbarin spielte. 1939 war er bei Ernie Fields, Harlan Leonard und 1939 bis 1941 bei Noble Sissle. Von 1944 bis zu ihrer Auflösung 1947 war er Mitglied der Big Band von Louis Armstrong. Danach arbeitete er im Dixieland Revival wieder als Freelancer, häufig im Jimmy Ryan’s in New York.
Immer wieder arbeitete er 1947 bis 1949 und 1951 auch mit Sidney Bechet, mit dem er auch aufnahm. 1949 war er im Salon du Jazz in Paris. Danach hatte er eigene Bands und spielte 1952 mit Ruby Braff und Pee Wee Russell. 1953 war er wieder in Europa mit Mezz Mezzrow, mit dem er auch aufnahm. 1954 gehörte er zur Band von Jimmy McPartland. Er spielte mit Eddie Condon, Wild Bill Davison und anderen Veteranen des traditionellen Jazz. 1964/65 war er als Nachfolger von Trummy Young bei den Louis Armstrong All Stars (mit denen er unter anderem in Ostberlin gastierte), ging aber vorzeitig wegen Krankheit. Danach leitete er wieder eigene Bands, mit denen er häufig in Kanada spielte. 1977 nahm er mit Cozy Cole auf. 1981 tourte er in Großbritannien mit Keith Smith.
Er nahm 1953 unter eigenem Namen für Vogue und Trutone auf und 1973 für Jazz Art.